# Crucifix de Giotto à Santo Stefano in Pane
Le crucifix de Giotto à Santo Stefano in Pane est un crucifix monumental peint a tempera et or sur panneau de bois attribué à l'école de Giotto di Bondone, datable de 1310 environ et  exposé à  l'église Santo Stefano in Pane, dans le quartier Rifredi du Nord-Ouest  de Florence en Italie.

## Description
Le crucifix est conforme aux représentations monumentales du Christ en croix de l'époque, à savoir :
- Le Christ sur la croix est en position dolens (souffrant), le corps tombant, le ventre proéminent sur son perizonium, la tête penchée en avant touchant l'épaule, les côtes saillantes, les plaies sanguinolentes, les pieds superposés.
- le crucifix est à tabelloni (petits panneaux à scènes sur les extrémités de la croix : la Vierge Marie à gauche vêtue de bleu, saint Jean apôtre à droite, les mains jointes, et en haut le titulus en rouge .

- Le fond d'or ouvragé à motifs sombres derrière le corps du Christ.